# 倉木拓郎
倉木 拓郎（くらき たくろう、1980年8月8日 - ）は、日本の俳優、福岡県福岡市出身。
役者 / HAIRU-CREATIVE Ltd. 代表取締役社長。

## 経歴
学生時代 10年間ニュージーランドで生活。現地でアート、音楽などを学び帰国。
音楽、役者としての仕事を経て2018年に（株）HAIRU ENTER-TAINMENT を設立（映像制作 /  エンターテインメント事業）
現在は日本と海外のエンターテインメントを繋げるプロジェクトや、海外プロジェクトの指揮、国内外の映像プロジェクトに携わる。
渋谷芸術祭 FILM AWARDS "SCRAMBLE FILMS" 代表プロデューサー（一般社団法人 SHIBUYA AWARDS ASSOCIATION）
15歳〜24歳までをニュージーランド・オークランドで生活していた。
Kristin School 高校でバンド Fluid に参加。ボーカル兼キーボーディストとして活動していた。※現在 Like A Storm (Sony Records)という名でアメリカで活躍している。オークランド国立芸術大学ELAMにて本格的に写真の勉強を開始。在学中にファッションカメラマンとして活動。
2004年より本格的に日本での音楽活動を開始。2010年に音楽活動を休止。
2010年、芸術大学時代の後輩であり、中国人監督ジョン・ウーのアシスタントをしていた Han Niu との映画制作をきっかけにより30歳より役者活動を開始する。
初作品「freedom Hills」-監督 NiuHan- では主演 ハチ役を演じた。作品は日本、中国で上映される。
2014年、フランス人監督 クリストファー・デローによる短編「Le hall des Pendus」に主演。作品はフランス・パリなどで上映される。
父は陶芸家。。母は茶道の師範。兄はイギリスで芸術家として活動中。特技のハカは、ニュージーランドの伝統的民族ダンス。※ラグビー代表・オールブラックスが試合前に行うダンス。
2017年（株）Looseを退社
2018年〜 Singallerity 所属
2018年〜 （株）ハイル エンターテインメント 設立
2020年〜 ハイルクリエイティブ株式会社 代表取締役 就任 - 個人事務所として独立。その他の業務として海外との映像コンテンツ制作や、ブランディングを行う。

## 人物
特技は、英語、写真、日本舞踊、茶道、ギター、料理、ハカなど。

## 出演

### テレビドラマ
- 抱きしめたい!Forever（2013年10月、フジテレビ） - スタイリスト 役
- 事件救命医2〜IMATの奇跡〜（2014年6月、テレビ朝日） - 医局員役
- 民王 スピンオフ〜恋する総裁選〜（2016年4月、テレビ朝日） - 秘書 役
- ほんとにあった怖い話・夏の特別編2016『押し入れが怖い』（2016年8月20日、フジテレビ）- 美容室店長 永野大介 役
- 本当にあった女の人生ドラマ『ブスの極み』（2016年11月18日、フジテレビ）- 中野大輔 役

### 映画
- タイムドリフター - 新聞配達役
- 自由ヶ丘 Freedom Hills（2011年、日中制作映画）- 主演：ハチ 役
- Le hall des Pendus〜首つり横町（2014年4月、フランス短編映画）- 主演：敏郎 役
- なつやすみの巨匠（2015年7月11日公開） - 医師 倉本哲朗 役
- ２２年目の告白-私が殺人犯です（2017年6月10日公開、ワーナーブラザーズ）- テレビ局社員 大滝二郎 役

### CM / 映像
- KIRIN サッカー日本代表『夢をチカラに』 Promotion movie（2014年）
- BMW ジャパン TVCM（2015年）
- VISA CARD Promotion movie（2015年）- ビジネスマン 役
- NHKミニミニ映像大賞（2015年12月6日、NHK）
- Toyota Japan taxi 深藍 Promotion movie（2017年）- タクシー運転手 役
- モバイルゲーム お願い社長 Web CM(2022年） - 社長 役
- ピップエレキバン50周年記念 Web Promotion movie(2022年） - サラリーマン 役
- スキマスイッチ Live tour 2022"cafe au lait" オープニングムービー(2022年) 大橋卓弥 本人役

### 舞台
- Ghost in the box!（2013年8月、上野ストアハウス） - ナルセ、ホンゴウ 役
- 主演カフェ公演舞台「雨が降るから」（2013年12月、青山Goblin.Park） - ヨーヘイ 役
- 10人のヒーロー（2014年4月、下北沢「劇」小劇場） - ジパングンレッド 役
- 僕らは。（2015年3月、シアターフォルテ仙台大河原町） - のび太 役
- クジラの歌（2015年11月、下北沢地下リバティ） - 鳴海 役

### 音楽
- ニュージーランド PEPSI SMOKEFREE ROCKQUEST ファイナリスト（1998年）
- SHOGO（175R）ソロライブ コーラス（2016年3月)
- 2010年 アルバム「音色」 release cw 雨が降るから、花咲く地

### ナレーション
- 布施明 Way of the Maestro tour 2013 オープニングナレーション

### その他
- 渋谷芸術祭 Scramble Films プロデューサー就任 2019年~
- ADIDAS CHINA カタログモデル（2010年）
- Coleman DVD モデル